# Guajajára
Guajajára (Tenetehara), glavna skupina Tenetehara Indijanaca, velika porodica Tupian, naseljeni u 81 selu u brazilskoj državi Maranhão. Guajaajre govore nekoliko dijalekata istog jezika, i srodni su Tembama. U državi Maranhão imaju 6 rezervata, to su: Terra Indígena Araribóia u općinama Arame i Amarante do Maranhão, Bacurizinho u općini Grajaú, Cana Brava/Guajajara u Barra do Corda i Grajaú, Caru u općini Bom Jardim, Lagoa Comprida u Barra do Corda i Morro Branco u općini Grajaú. Populacija im iznosi oko 14,000.